# Börni, az eszelős temetős
A Börni, az eszelős temetős (eredeti cím: Bernie) 2011-ben bemutatott amerikai életrajzi filmvígjáték, amelyet Richard Linklater rendezett. A forgatókönyvet Linklater és Skip Hollandsworth írta, Hollandsworth 1998 januárjában a Texas Monthly magazinban megjelent Midnight in the Garden of East Texas című cikke alapján. A film a 81 éves milliomosnő, Marjorie Nugent 1996-os meggyilkolását mutatja be a texasi Carthage-ben, melyet 39 éves társa, Bernhardt "Bernie" Tiede követett el. A főbb szerepekben Jack Black, Shirley MacLaine és Matthew McConaughey látható. 
A film általánosságban pozitív értékeléseket kapott a kritikusoktól. McConaughey és Black alakítása kritikai elismerést szerzett.

## Cselekmény
Egy texasi kisvárosban Börni, a kedves temetkezési vállalkozó barátságot köt egy gazdag özveggyel. Amikor azonban a nő kezd eluralkodni rajta, a férfi mindent megtesz, hogy megszabaduljon tőle.

## Szereplők
| Szerep                   | Színész             | Magyar hang         |
| ------------------------ | ------------------- | ------------------- |
| Bernie Tiede             | Jack Black          | Kálloy Molnár Péter |
| Marjorie "Margie" Nugent | Shirley MacLaine    | Halász Aranka       |
| Danny Buck Davidson      | Matthew McConaughey | Nagy Ervin          |
| Scrappy Holmes           | Brady Coleman       | Szélyes Imre        |
| Lloyd Hornbuckle         | Richard Robichaux   | Bardóczy Attila     |
| Don Leggett              | Rick Dial           | Papp János          |
| Huckabee seriff          | Brandon Smith       | Barbinek Péter      |
| Woodard tiszteletes      | Larry Jack Dotson   | Láng József         |
| Molly                    | Merrilee McCommas   | Sallai Nóra         |
| Carl                     | Mathew Greer        | Végh Ferenc         |
| Kevin Schneider          | Gabriel Luna        |                     |
| városlakó                | Kay Epperson        | Bessenyei Emma      |
| városlakó                | Sonny Carl Davis    | Szokolay Ottó       |

## A film készítése
A film Skip Hollandsworth a Texas Monthly című magazinban megjelent cikke alapján készült. Az újságíró a rendező Richard Linklaterrel közösen írta a forgatókönyvet. A forgatás 2010 szeptembere és októbere között zajlott, 22 napon át, a texasi Bastropban, Smithville-ben, Georgetownban, Lockhartban, Carthage-ben és Austinban.
A film a dokumentumfilmekre jellemző elemeket vegyíti a fikcióval. Vannak beszélgetős interjúk Carthage városlakóival, az interjúalanyok egy része színész, míg a többiek önmagukat alakító helyiek.
Linklater kijelentette, hogy a forgatókönyv, amelyet Skip Hollandsworth-szel közösen írt, unalmas olvasmány volt, és „a pletykás része majdnem megakadályozta, hogy a film elkészüljön, mert unalmasnak tűnt.” Hozzátette, tudta, „vicces karakterek lesznek benne.”

## Bemutató
A film világpremierje a 2011-es Los Angeles-i Filmfesztivál nyitó filmjeként volt. A Millennium Entertainment 2012. április 27-én jelentette meg a filmet.